# Павле Јовићевић
Павле Јовићевић (Шинђон, код Ријеке Црнојевића, 11. септембар 1910 — Београд, 13. април 1985) био је учесник Народноослободилачке борбе, друштвено-политички радник СФР Југославије, СР Србије и САП Косова, јунак социјалистичког рада и народни херој Југославије.

## Биографија
Павле Јовићевић рођен је 11. септембра 1910. године у селу Шинђон код Ријеке Црнојевића, Цетиње. Потиче из сиромашне сељачке породице, која је била колонизована у Метохији. Пре рата је био металски радник.
У Пећи је завршио нижу гимназију. Врло млад се придружио радничком покрету, дружећи се са напредним студентима. Као деветнаестогодишњак отишао је у Француску, где је радио у једној ливници гвожђа, код Нансија. Био је активан у синдикату, па је због тога и отпуштен са посла. После тога се 1931. вратио у Пећ и исте године постао члан Комунистичке партије Југославије. Од тада је почео да се бави професионалним партијским радом. Године 1938. изабран је у Месни комитет КПЈ у Пећи, а 1939. постао је члан Обласног комитета КПЈ за Косово и Метохију.
Истицао се у свим револуционарним политичким акцијама, које је водила КПЈ на Косову и Метохији. Посебно се ангажовао у организовању демонстрација против буржоаског режима 1939. године на Косову Пољу, приликом прославе годишњице косовске битке. Због револуционарне активности више је пута хапшен. Био је оптужен да је организовао демонстрације у Пећи, па је пет месеци да живи у илегали. Када се легализовао био је ухапшен и предан Суду за заштиту државе у Београду, који је морао да га ослободи због недостатка доказа, 1940. године.
По избијању Априлског рата, Павле је био у војсци у Пећи и посебно се залагао за одбрану земље. Непосредно после окупације Пећи, био је ухапшен са групом другова од стране Немаца, али су успели да побегну. У мају 1941. године, по директиви КПЈ, пребацио је једну партијску штампарију из Косовске Митровице у Подгорицу.

### Народноослободилачка борба
У време фашистичког паљења и убистава недужног становништва на Косову и Метохији, с колонама протераног црногорског живља, напустио је Пећ 1941. године и склонио се на територију Горњег Полимља. С црногорским избеглицама овамо су били дошли и други истакнути комунисти и револуционари као Душан Мугоша, Миладин Поповић, браћа Зоговићи, браћа Џудовићи и многи други, који су се одмах укључили у рад андријевичке партијске организације и помогли припреме за оружани устанак против окупатора.
По задатку КПЈ, у групи других партијских функционера са Косова, враћа се из Црне Горе на Космет и ради на припремању оружаног устанка. Био је један од истакнутих организатора устанка. Он је формирао и Први метохијски партизански одред. Крајем 1941. године прелази на Косово, где под изузетно тешким и сложеним условима великоалбанског шовинистичког терора подстрекаваног од окупатора, пуну годину дана ради на стварању партијских организација и првих партизанских војних јединица. Као искусан револуционар, прошао је цело Косово и успео да развије партијску активност и припреми услове за развој Народноослободилачког покрета.
Средином 1942, био је члан Војног штаба, а од априла 1943. године члан Главног штаба за Косово и Метохију, који је тада формиран одлуком Врховног штаба НОВ. Када је априла 1943. године погинуо Боро Вукмировић, секретар Обласног комитета КПЈ, Јовићевић је преузео ту дужност и на њој остао све до ослобађања Косова. За време и после рата, Јовићевић је дао велик допринос развоју и учвршћењу братства и јединства међу Албанцима, Србима, Црногорцима и Турцима на Косову и Метохији.
Као партијски руководилац, уложио је много напора у припрему прве конференције народних представника, одржане у Бујану од 31. децембра 1943. до 2. јануара 1944. године, на којој је изабран Обласни народноослободилачки одбор Косова и Метохије. У овом највишем органу власти заузимао је положај потпредседника све до краја рата. У 1944. години радио је на оснивању нових војних јединица. Специјални батаљон, којег је формирао средином 1944. године, одиграо је веома значајну улогу у развоју НОБ-а у Ибарској долини, западним деловима Косова и источним деловима Санџака. Лично је дао велики допринос стварању косовско-метохијских бригада, као и оснивању народних одбора на ослобођеној и неослобођеној територији.

### Послератна каријера
После ослобођења земље био је истакнутим партијских, државним и друштвеним функцијама:
- члан Централног комитета СК Србије
- кандидат за члана Централног комитета КПЈ од 1948. године
- секретар и председник Обласног Народног одбора за Косово и Метохију
- председник Народне скупштине Аутономне Косовско Метохијске Области од од 5. маја 1956. до 4. априла 1960. године
- посланик Народне скупштине Србије и Савезне народне скупштине у више сазива
- члан Савезног одбора СУБНОР-а Југославије
- члан Савета федерације
- члан Секретаријата Обласног комитета СКЈ Косова и Метохије
- члан Ревизионе комисије ЦК СК Србије

Са Митом Миљковићем написао је књигу Борба пећких комуниста између два рата 1918-1941, издату у Београду 1980. године.
Умро је 13. априла 1985. у Београду и сахрањен је у Алеји народних хероја на Новом гробљу.
Носилац је Партизанске споменице 1941. и других југословенских одликовања, међу којима је Орден јунака социјалистичког рада. Орденом народног хероја одликован је 7. јула 1953. године.